# Iholdy
Iholdy est une commune française, située dans le département des Pyrénées-Atlantiques en région Nouvelle-Aquitaine.
Le gentilé est Iholdiar.

## Géographie

### Localisation
La commune d'Iholdy se trouve dans le département des Pyrénées-Atlantiques, en région Nouvelle-Aquitaine.
Elle se situe à 104 km par la route de Pau, préfecture du département, à 43 km de Bayonne, sous-préfecture, et à 18 km de Saint-Palais, bureau centralisateur du canton du Pays de Bidache, Amikuze et Ostibarre dont dépend la commune depuis 2015 pour les élections départementales.
La commune fait en outre partie du bassin de vie de Saint-Palais.
Les communes les plus proches sont : 
Armendarits (2,3 km), Irissarry (5,1 km), Suhescun (5,4 km), Lantabat (5,8 km), Hélette (5,9 km), Méharin (6,4 km), Saint-Esteben (6,7 km), Saint-Martin-d'Arberoue (7,1 km).
Sur le plan historique et culturel, Iholdy fait partie de la province de la Basse-Navarre, un des sept territoires composant le Pays basque,. La Basse-Navarre en est la province la plus variée en ce qui concerne son patrimoine, mais aussi la plus complexe du fait de son morcellement géographique. Depuis 1999, l'Académie de la langue basque ou Euskalzaindia divise la Basse-Navarre en six zones,. La commune est dans le pays d’Arberoue (Arberoa), au nord-ouest de ce territoire.

### Communes limitrophes
Au nord-ouest, le territoire de Saint-Esteben n'est distant que d'une centaine de mètres.
Les communes limitrophes sont  Armendarits, Hélette, Irissarry, Lantabat et Suhescun.
| Hélette   | Armendarits |          |
| Irissarry | Iholdy      |          |
|           | Suhescun    | Lantabat |

### Hydrographie

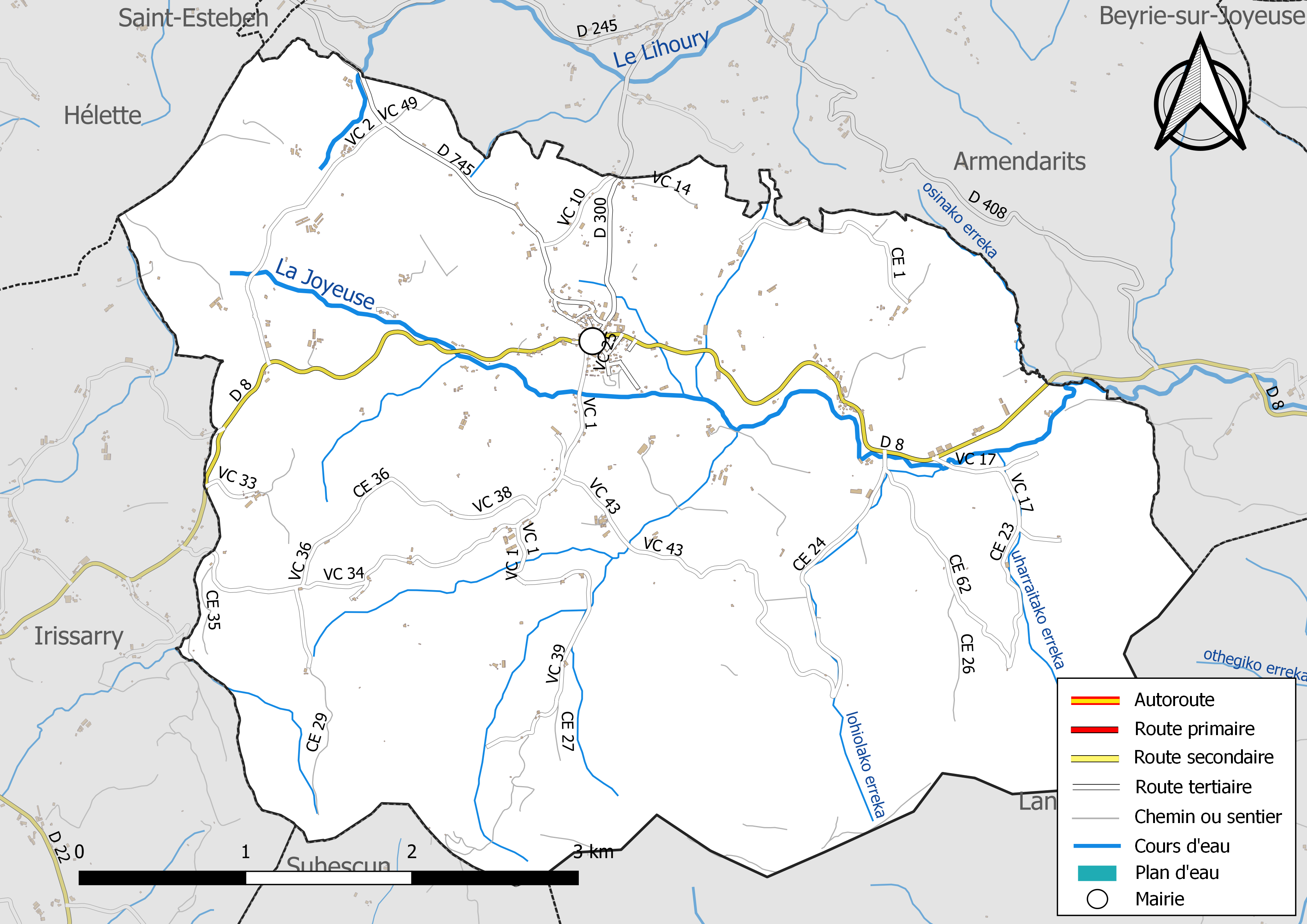
Réseaux hydrographique et routier d'Iholdy.

La commune est drainée par la Joyeuse, le Lihoury, le Lohiolako Erréka, l’Osinako erreka, l’Uharreytako erreka, et par divers petits cours d'eau, constituant un réseau hydrographique de 24 km de longueur totale,.
La Joyeuse, d'une longueur totale de 26,7 km, prend sa source dans la commune et s'écoule vers le nord-est. Elle traverse la commune et se jette dans la Bidouze à Amendeuix-Oneix, après avoir traversé 7 communes.
Le Lihoury, d'une longueur totale de 45,7 km, prend sa source dans la commune et s'écoule du sud vers le nord. Il traverse la commune et se jette dans la Bidouze à Came, après avoir traversé 8 communes.

### Climat
Pour des articles plus généraux, voir Climat de la Nouvelle-Aquitaine et Climat des Pyrénées-Atlantiques.
Historiquement, la commune est exposée à un micro climat océanique basque.  
En 2020, Météo-France publie une typologie des climats de la France métropolitaine dans laquelle la commune est exposée à un climat de montagne et est dans la région climatique Pyrénées atlantiques, caractérisée par une pluviométrie élevée (>1 200 mm/an) en toutes saisons, des hivers très doux (7,5 °C en plaine) et des vents faibles.
Pour la période 1971-2000, la température annuelle moyenne est de 13,5 °C, avec une amplitude thermique annuelle de 13,1 °C. Le cumul annuel moyen de précipitations est de 1 526 mm, avec 12,9 jours de précipitations en janvier et 8,8 jours en juillet. Pour la période 1991-2020, la température moyenne annuelle observée sur la station météorologique la plus proche, située sur la commune de Bustince-Iriberry à 11 km à vol d'oiseau, est de 13,9 °C et le cumul annuel moyen de précipitations est de 1 327,4 mm,. Pour l'avenir, les paramètres climatiques de la commune estimés pour 2050 selon différents scénarios d’émission de gaz à effet de serre sont consultables sur un site dédié publié par Météo-France en novembre 2022.

### Milieux naturels et biodiversité

#### Réseau Natura 2000
Le réseau Natura 2000 est un réseau écologique européen de sites naturels d'intérêt écologique élaboré à partir des Directives « Habitats » et « Oiseaux », constitué de zones spéciales de conservation (ZSC) et de zones de protection spéciale (ZPS).
Deux sites Natura 2000 ont été définis sur la commune au titre de la « directive Habitats », : 
- « la Nive », d'une superficie de 9 473 ha, un des rares bassins versants à accueillir l'ensemble des espèces de poissons migrateurs du territoire français, excepté l'Esturgeon européen[24] ;
- « la Bidouze (cours d'eau) », d'une superficie de 2 570 ha, un vaste réseau hydrographique drainant les coteaux du Pays basque[25].

#### Zones naturelles d'intérêt écologique, faunistique et floristique
L’inventaire des zones naturelles d'intérêt écologique, faunistique et floristique (ZNIEFF) a pour objectif de réaliser une couverture des zones les plus intéressantes sur le plan écologique, essentiellement dans la perspective d’améliorer la connaissance du patrimoine naturel national et de fournir aux différents décideurs un outil d’aide à la prise en compte de l’environnement dans l’aménagement du territoire.
Deux ZNIEFF de type 2 sont recensées sur la commune, : 
- les « landes, bois et prairies du bassin de la Bidouze » (11 263,46 ha), couvrant 25 communes du département[27] ;
- le « réseau hydrographique de la Bidouze et annexes hydrauliques » (2 867,4 ha), couvrant 30 communes dont 1 dans les Landes et 29 dans les Pyrénées-Atlantiques[28].

## Urbanisme

### Typologie
Au 1er janvier 2024, Iholdy est catégorisée commune rurale à habitat dispersé, selon la nouvelle grille communale de densité à sept niveaux définie par l'Insee en 2022.
Elle est située hors unité urbaine et hors attraction des villes,.

### Occupation des sols

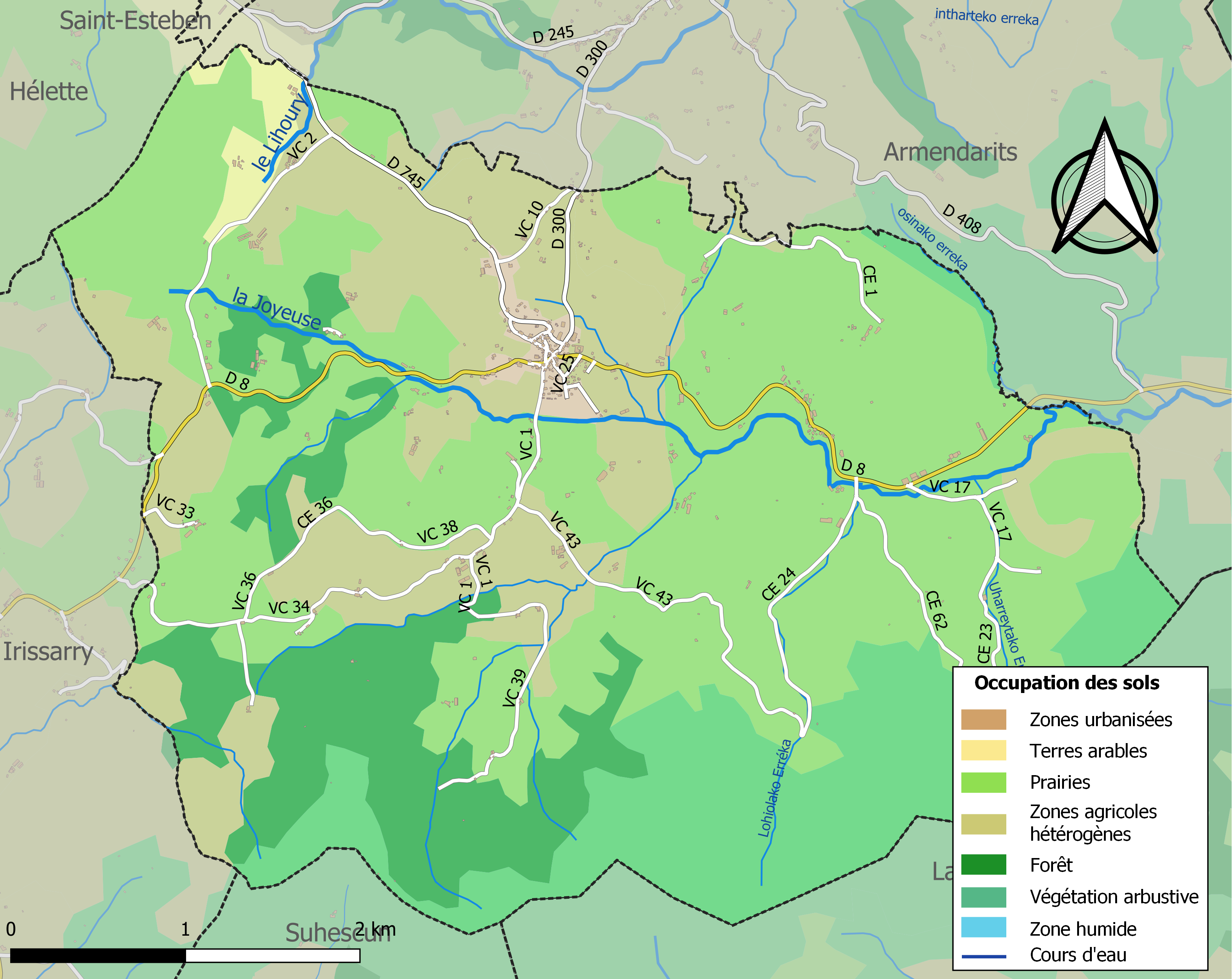
Carte des infrastructures et de l'occupation des sols de la commune en 2018 (CLC).

L'occupation des sols de la commune, telle qu'elle ressort de la base de données européenne d’occupation biophysique des sols Corine Land Cover (CLC), est marquée par l'importance des territoires agricoles (69,5 % en 2018), en augmentation par rapport à 1990 (60,4 %). La répartition détaillée en 2018 est la suivante : 
prairies (46,6 %), zones agricoles hétérogènes (21,6 %), milieux à végétation arbustive et/ou herbacée (17,2 %), forêts (12,1 %), zones urbanisées (1,2 %), terres arables (1,2 %). L'évolution de l’occupation des sols de la commune et de ses infrastructures peut être observée sur les différentes représentations cartographiques du territoire : la carte de Cassini (XVIIIe siècle), la carte d'état-major (1820-1866) et les cartes ou photos aériennes de l'IGN pour la période actuelle (1950 à aujourd'hui).

### Lieux-dits et hameaux
- Aguerre, ancienne ferme, mentionnée dans le dictionnaire topographique Béarn-Pays basque[33] de 1863.
- Ameztoia.

### Voies de communication et transports
La commune est desservie par les routes départementales D 8, D 300 et D 745.

### Risques majeurs
Le territoire de la commune d'Iholdy est vulnérable à différents aléas naturels : météorologiques (tempête, orage, neige, grand froid, canicule ou sécheresse), inondations, feux de forêts, mouvements de terrains et séisme (sismicité moyenne). Un site publié par le BRGM permet d'évaluer simplement et rapidement les risques d'un bien localisé soit par son adresse soit par le numéro de sa parcelle.
Certaines parties du territoire communal sont susceptibles d’être affectées par le risque d’inondation par une crue torrentielle ou à montée rapide de cours d'eau, notamment la Joyeuse et le Lihoury. La commune a été reconnue en état de catastrophe naturelle au titre des dommages causés par les inondations et coulées de boue survenues en 1982, 1983, 2009, 2014 et 2021,.
Iholdy est exposée au risque de feu de forêt. En 2020, le premier plan de protection des forêts contre les incendies (PDPFCI) a été adopté pour la période 2020-2030. La réglementation des usages du feu à l’air libre et les obligations légales de débroussaillement dans le département des Pyrénées-Atlantiques font l'objet d'une consultation de public ouverte du 16 septembre au 7 octobre 2022,.
Les mouvements de terrains susceptibles de se produire sur la commune sont des affaissements et effondrements liés aux cavités souterraines (hors mines). Afin de mieux appréhender le risque d’affaissement de terrain, un inventaire national permet de localiser les éventuelles cavités souterraines sur la commune.

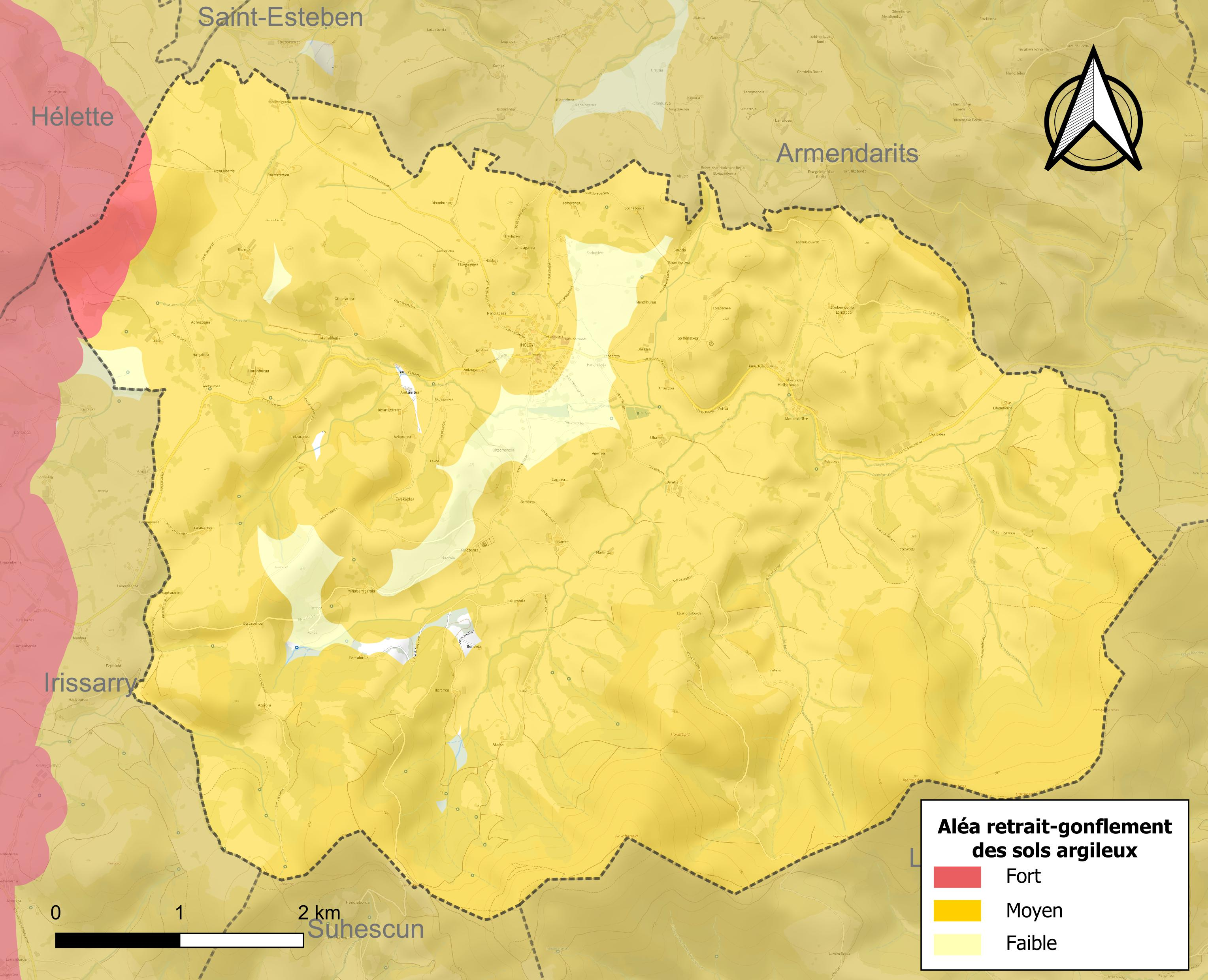
Carte des zones d'aléa retrait-gonflement des sols argileux d'Iholdy.

Le retrait-gonflement des sols argileux est susceptible d'engendrer des dommages importants aux bâtiments en cas d’alternance de périodes de sécheresse et de pluie. 94,7 % de la superficie communale est en aléa moyen ou fort (59 % au niveau départemental et 48,5 % au niveau national). Depuis le 1er octobre 2020, en application de la loi ELAN, différentes contraintes s'imposent aux vendeurs, maîtres d'ouvrages ou constructeurs de biens situés dans une zone classée en aléa moyen ou fort,.

## Toponymie

### Attestations anciennes
Le toponyme Iholdy apparaît sous la forme 
Sanctus Joannes d'Iholdy (1755, collations du diocèse de Bayonne).

### Graphie basque
Son nom basque actuel est Iholdi.

## Histoire
Jean-Baptiste Franchisteguy, né à Iholdy en 1755, est élu député du tiers état aux États généraux de 1789 pour la province de Navarre. Il siège du 15 avril 1789 au 30 septembre 1791 à l’Assemblée constituante.
Paul Raymond note qu'en 1790 le canton d'Iholdy comprenait les communes d'Armendarits, Hélette, Iholdy, Irissarry, Lantabat et Suhescun et dépendait du district de Saint-Palais.

## Héraldique
| Blason de Iholdy | Blason  | D’or à la bande d’azur.                          |
| Blason de Iholdy | Détails | Le statut officiel du blason reste à déterminer. |

## Politique et administration
| Période                                  | Période  | Identité          | Étiquette | Qualité |
| ---------------------------------------- | -------- | ----------------- | --------- | ------- |
| 1995                                     | En cours | Bernard Cachenaut | UMP       | Maire   |
| Les données manquantes sont à compléter. |          |                   |           |         |

### Intercommunalité
Iholdy appartient à quatre structures intercommunales :
- la communauté d'agglomération du Pays Basque ;
- le syndicat d’énergie des Pyrénées-Atlantiques ;
- le syndicat intercommunal pour l'aménagement et la gestion de l'abattoir de Saint-Jean-Pied-de-Port ;
- le syndicat intercommunal pour le soutien à la culture basque.

Iholdy accueille le siège de la communauté de communes d'Iholdy-Ostibarre.

## Population et société

### Démographie
L'évolution du nombre d'habitants est connue à travers les recensements de la population effectués dans la commune depuis 1793. Pour les communes de moins de 10 000 habitants, une enquête de recensement portant sur toute la population est réalisée tous les cinq ans, les populations de référence des années intermédiaires étant quant à elles estimées par interpolation ou extrapolation. Pour la commune, le premier recensement exhaustif entrant dans le cadre du nouveau dispositif a été réalisé en 2006.

En 2022, la commune comptait 540 habitants, en évolution de −2,7 % par rapport à 2016 (Pyrénées-Atlantiques : +3,78 %, France hors Mayotte : +2,11 %).
| 1793 | 1800 | 1806  | 1821 | 1831  | 1836  | 1841 | 1846  | 1851 |
| ---- | ---- | ----- | ---- | ----- | ----- | ---- | ----- | ---- |
| 839  | 953  | 1 026 | 953  | 1 022 | 1 051 | 946  | 1 003 | 929  |

| 1856 | 1861 | 1866 | 1872 | 1876 | 1881 | 1886 | 1891 | 1896 |
| ---- | ---- | ---- | ---- | ---- | ---- | ---- | ---- | ---- |
| 885  | 847  | 837  | 796  | 858  | 856  | 827  | 834  | 818  |

| 1901 | 1906 | 1911 | 1921 | 1926 | 1931 | 1936 | 1946 | 1954 |
| ---- | ---- | ---- | ---- | ---- | ---- | ---- | ---- | ---- |
| 806  | 745  | 761  | 655  | 632  | 687  | 702  | 678  | 591  |

| 1962 | 1968 | 1975 | 1982 | 1990 | 1999 | 2006 | 2011 | 2016 |
| ---- | ---- | ---- | ---- | ---- | ---- | ---- | ---- | ---- |
| 554  | 522  | 525  | 505  | 527  | 412  | 450  | 554  | 555  |

| 2021 | 2022 | - | - | - | - | - | - | - |
| ---- | ---- | - | - | - | - | - | - | - |
| 539  | 540  | - | - | - | - | - | - | - |

### Enseignement
La commune dispose d'une école élémentaire publique.

## Économie
L'activité est principalement agricole. La commune fait partie de la zone d'appellation de l'ossau-iraty.

## Culture locale et patrimoine

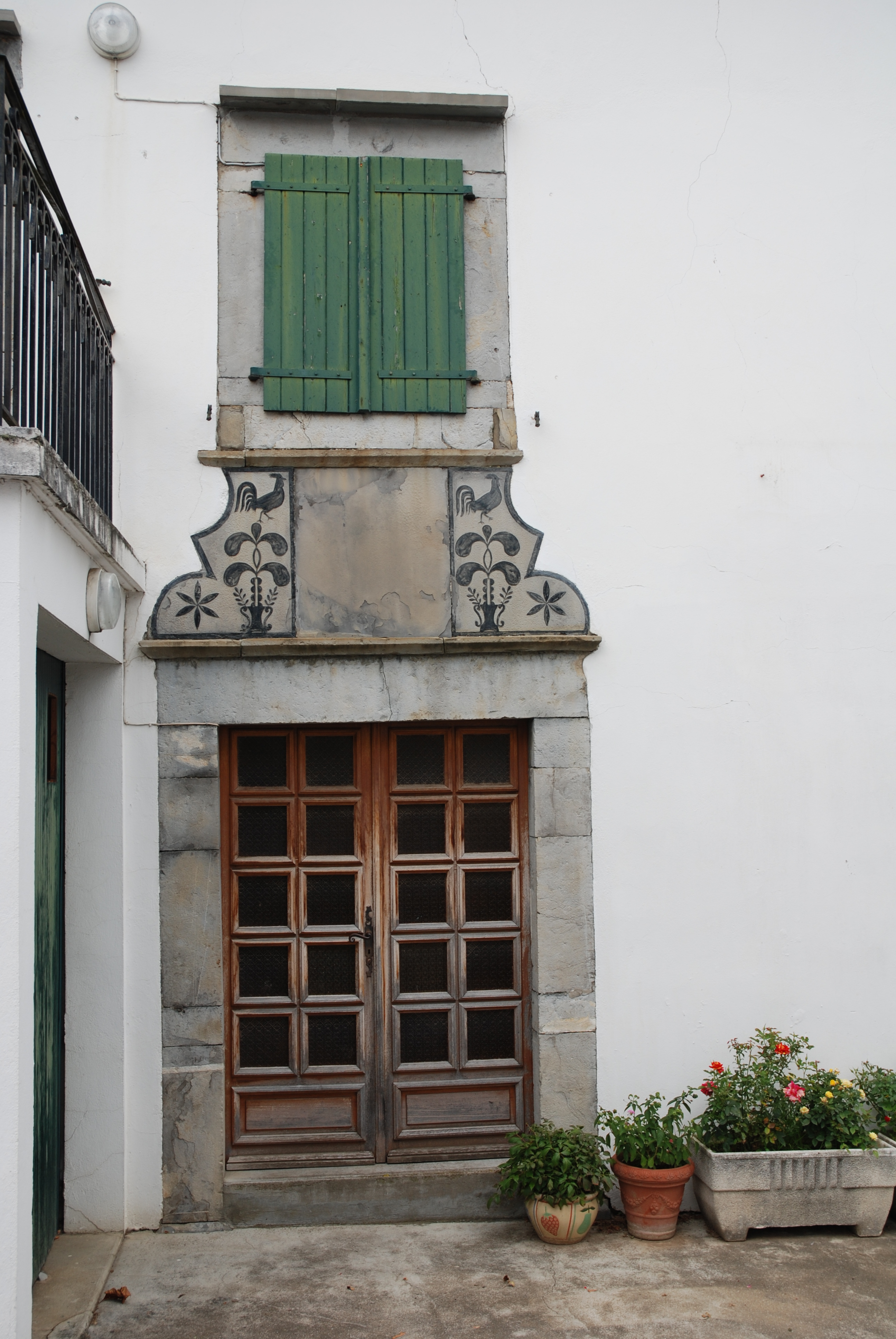
Porte bouteille.
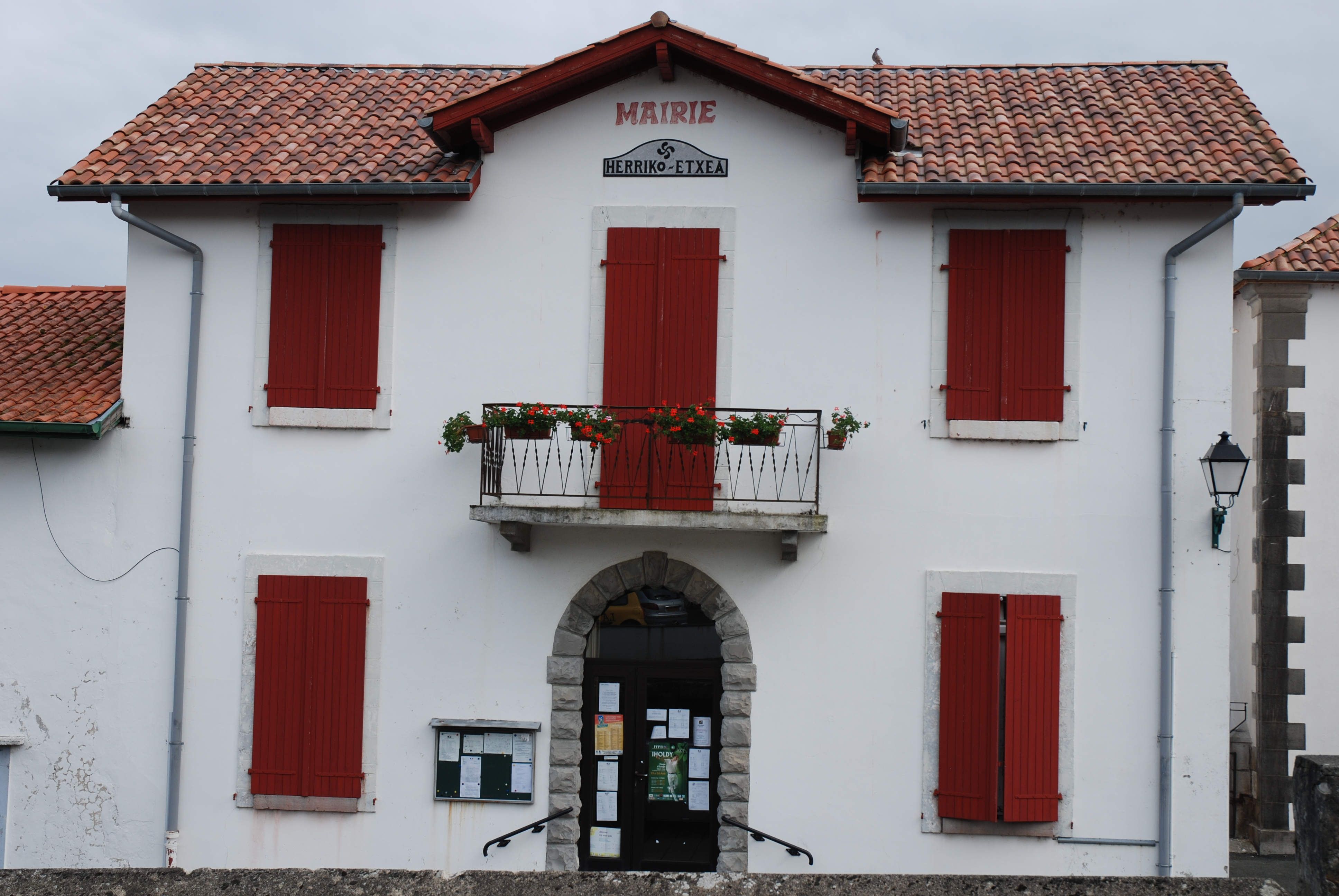
La mairie.
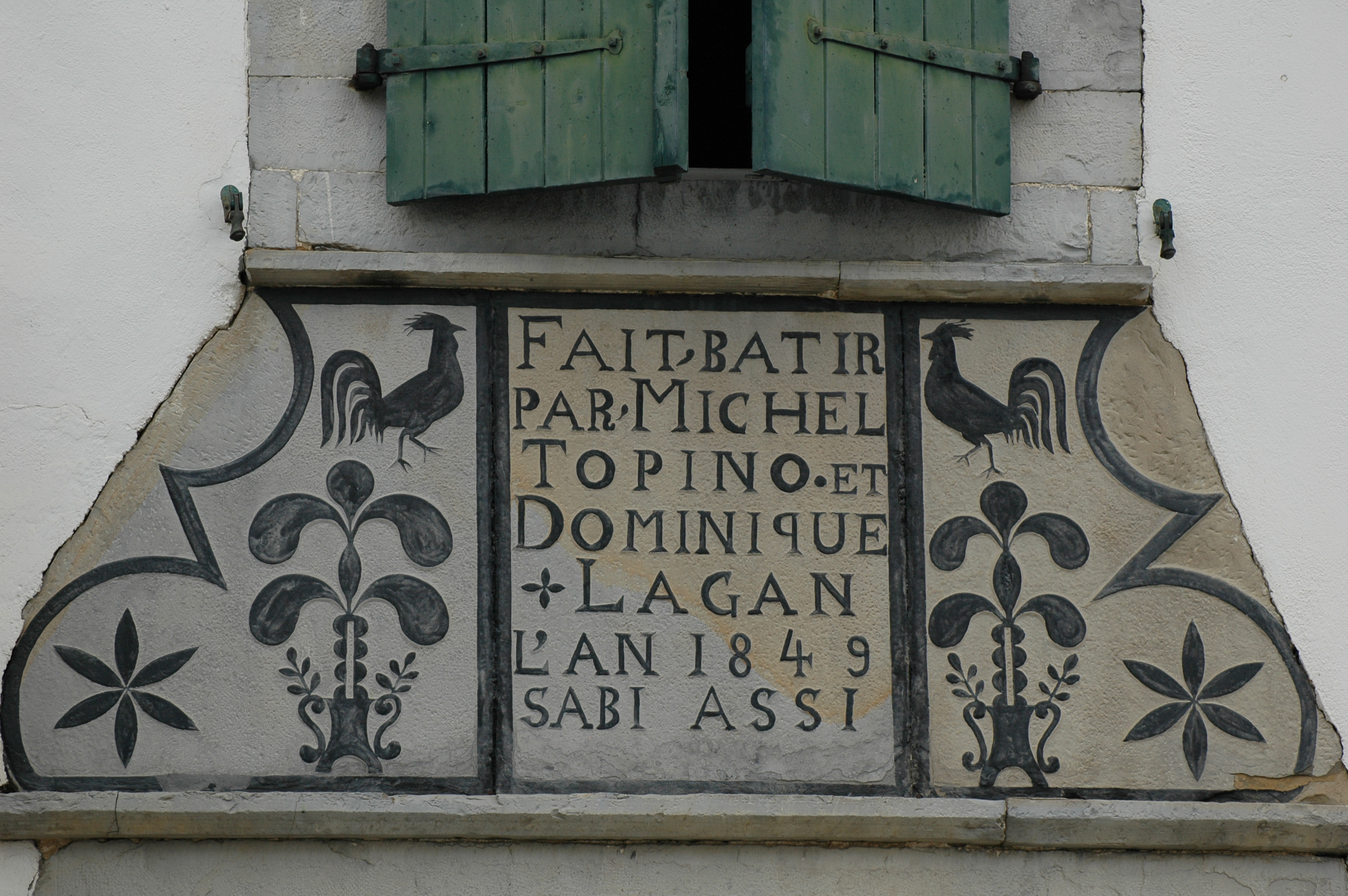
Linteau de 1849.
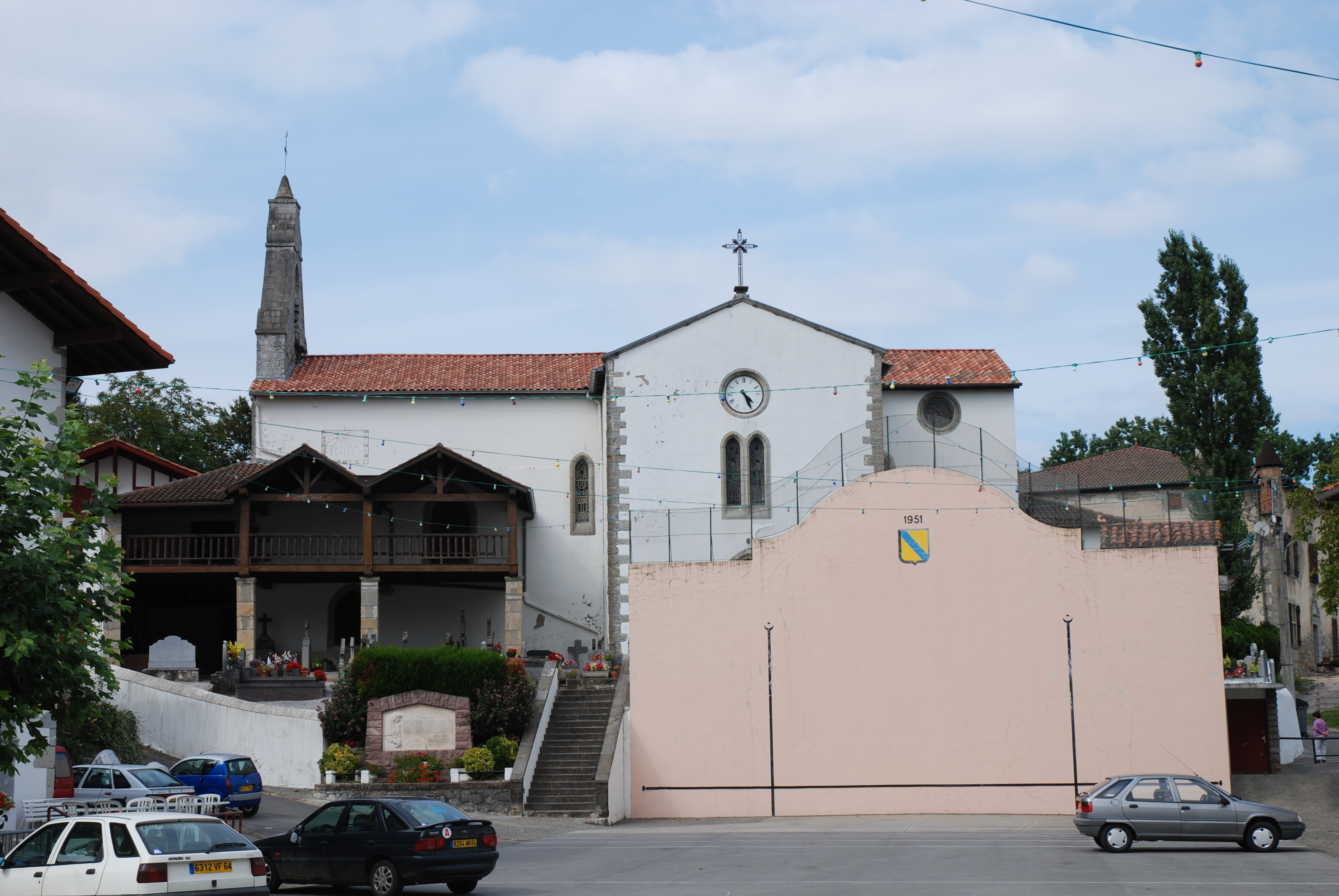
Le fronton place libre adossé à l'église.

### Patrimoine civil
- Le  manoir Elizabelar[52] date de 1680. Il se distingue par la présence d'échauguettes cylindriques aux quatre coins de la toiture, semblables à celles des palacios espagnols ;
- La  ferme Ameztoia[53] date en partie de 1698 ;
- Le château d'Olce[54] date du XVIIe siècle.

|  |

- La commune possède de nombreuses maisons[55] des XVIIe, XVIIIe et XIXe siècles aux linteaux sculptés.

|  |  |  |

### Patrimoine religieux
L'église de la Décollation-de-Saint-Jean-Baptiste fut construite au XVIIe siècle et son cimetière comporte des stèles discoïdales dont la plus ancienne date de 1597. L'église recèle du mobilier inventorié par le ministère de la Culture.
|  |  |  |

## Équipements
enseignement
La commune dispose d'une école primaire.

## Personnalités liées à la commune
- Jean d'Olce[58], né en 1644 à Iholdy et décédé en 1681, fut évêque de Bayonne. Il célébra le mariage de Louis XIV avec Marie-Thérèse d'Espagne le 9 juin 1660 en l'église de Saint-Jean-de-Luz, dont la porte latérale fut condamnée à la suite de cet événement.
- Jean-Baptiste Franchisteguy, homme politique né le 6 mai 1755 à Iholdy (Pyrénées-Atlantiques) et mort le 22 juillet 1806 dans la même commune.